# Ludovic Sané
Ludovic Lamine Sané (Villeneuve-sur-Lot, 22 marzo 1987) è un ex calciatore francese naturalizzato senegalese, di ruolo difensore.

## Carriera
Il 20 febbraio 2018 passa dal Werder Brema all'Orlando City.

## Palmarès

### Competizioni nazionali
- Coppa di Francia: 1

Bordeaux: 2012-2013